# Скородум (Верхошижемський район)
Скороду́м (рос. Скородум) — присілок у складі Верхошижемського району Кіровської області, Росія. Входить до складу Пунгінського сільського поселення.
Населення становить 38 осіб (2010, 68 у 2002).
Національний склад станом на 2002 рік — росіяни 90 %.